# 齋藤ゆかり
齋藤 ゆかり（さいとう ゆかり、1959年〈昭和34年〉12月3日 - 2022年〈令和4年〉6月）は、日本のイタリア語の翻訳家。
資料センター《雪の下の種》（イタリア、ピサ）の創設者、主宰。

## 略歴
プロ野球のスポーツ記者・鈴木陽一（1925年 - 1986年4月）と作家・齋藤雅子の長女として東京都に生まれる。1982年学習院大学哲学科卒業。その後、学習院大学人文科学哲学専攻修士課程修了。同大学院に在籍中、1984年から1986年にかけてイタリア政府給費留学生として留学。1986年から1988年にかけてルイジ・エイナウディ研究所研究生（同財団奨学生）。イタリア近現代思想史を専攻。長年にわたり、多方面にわたる活動に尽力。 平和のための様々な活動を行う資料センター「セミ・ソット・ラ・ネーヴェ（伊: Semi sotto la neve）」《雪の下の種》を設立。2004年からピサ大学語学センターで日本語担当講師を務めるなど、ジャーナリズムや大学での日本語教育に携わる傍ら、イタリア文学などの翻訳を行った。
没後の2023年2月24日に第5回須賀敦子翻訳賞（授賞対象作品：シローネ著『フォンタマーラ』）の受賞者に選出されて、同年4月26日に授賞式が執り行われた。当日は受賞者スピーチの代わりに夫にあたると考えられるジェラルド・ブレイロックの追悼文が代読された。

## 著書
- 『風は国境を知らない――イタリアから母への手紙』河出書房新社、1984年9月29日。NDLJP:12181942/99。
- Viaggio nella lingua giapponese: Una bussola per gli italiani, Edizioni ETS, 2019.11

## 翻訳
- フランカ・マニャーニ（イタリア語版）『亡命家族の肖像――ムッソリーニのイタリアを逃れて』朝日新聞社〈朝日選書488〉、1993年12月25日。NDLJP:13302134/181。
- 『逸脱』 ルーチェ・デーラモ（英語版） 作品社 1997.11
- 『葡萄酒とパン』 イニャツィオ・シローネ 白水社 2000.4
- 『独裁者になるために」 』イニャツィオ・シローネ 岩波書店 2002.12
- 『老後も進化する脳』リータ・レーヴィ・モンタルチーニ 朝日新聞出版 2009.3
- 『人間の義務について』ジュゼッペ・マッツィーニ、岩波文庫 2010.6
- 『フォンタマーラ』 イニャツィオ・シローネ 光文社古典新訳文庫 2021.10

イタリア語出版
- Rokuro Haku, No alla guerra, no al nucleare, Altrinformazione, Bologna, 2011.3

(白六郎『漫画版　劣化ウラン弾』合同出版、イタリア語共訳）
- Naomi Toyoda, Fukushima: L'anno zero, traduzione di Yukari Saito e Marina Forti, Jaca Book, Milano, 2014.3

（豊田直巳『フクシマ元年』、毎日新聞社刊、イタリア語、共訳）
- Yuka Nishioka, I dragoni atomici di Fukushima, Altrinformazione, Bologna, 2014.5

（西岡由香『さよなら、アトミックドラゴン』凱風社、イタリア語訳）

## 監修
- Luce d'Eramo（英語版）, Ignazio Silone, a cura di Yukari Saito, Castelvecchi Editore, Roma, 2014.2
- Yukari Saito (a c.di), Dalla bomba atomica al Pikadon: Comprendere e trasmettere le esperienze di Hiroshima e Nagasaki, Quaderni Satyagraha n. 29, Centro Gandhi Edizioni, Pisa, 2016.5